# Richard Teichmann
Cet article utilise la notation algébrique pour décrire des coups du jeu d'échecs.
Richard Teichmann (24 décembre 1868 à Altenbourg, Duché de Saxe-Altenbourg - 12 juin 1925 à Berlin)  est un maître d'échecs allemand de premier plan. Il fut surnommé « Richard V » en raison de sa propension à terminer les tournois en cinquième position.

## Carrière
À Carlsbad en 1911, il remporte une victoire convaincante, devant Akiba Rubinstein et Carl Schlechter qu'il bat sur l'échiquier dans la même variante de la partie espagnole. Edward Lasker raconte avec quel esprit Teichmann racontait le gain contre Schlechter dans son livre Chess Secrets I learned from the Masters.
Ses scores contre Emanuel Lasker et José Raúl Capablanca ne sont pas si bons (0-4 et -2 =1 respectivement). Cependant, il a des scores très honorables contre d'éminents joueurs de l'époque, tels que Carl Schlechter (+4 -2 =21), Frank Marshall (+7 -7 =17), Aaron Nimzowitsch (+1 -1 =5), Siegbert Tarrasch (+5-7=2), Akiba Rubinstein (+5 -6 =11), Géza Maróczy (+1 -2 =12) et David Janowski (+4 -5 =4).
Il a un score globalement positif contre Alexandre Alekhine (+3 -2 =2), faisant jeu égal dans un match en 1921 alors qu'Alekhine faisait figure de challenger naturel au champion du monde en titre, José Raúl Capablanca. Il bat même Alekhine avec les Noirs à Berlin en 1921 :
Alekhine-Teichmann, Berlin 1921 : 
1. e4 e5 2. Cf3 Cc6 3. Fb5 a6 4. Fxc6 dxc6 5. Cc3 f6 6. d4 exd4 7. Dxd4 Dxd4 8. Cxd4 Fd6 9. Cde2 Ce7 10. Ff4 Fe6 11. Fxd6 cxd6 12. O-O-O O-O-O 13. The1 Ff7 14. Cd4 The8 15. f3 Rc7 16. a4 b5 17. axb5 axb5 18. b4 Cc8 19. Cf5 g6 20. Ce3 Cb6 21. Kb2 d5 22. Td4 f5 23. Ta1 Cc8 24. g4 dxe4 25. Txd8 Rxd8 26. fxe4 f4 27. Td1+ Rc7 28. Tf1 g5 29. Cf5 Cd6 30. Ta1 Cc4+ 31. Rc1 Rb6 32. Cd4 h5 33. gxh5 Fxh5 34. Cb3 f3 35. Cd2 Ce3 36. Ta3 f2 37. Ca4+ bxa4 38. Txe3 Td8 0-1.